# Rhegmoclema hardyi
Rhegmoclema hardyi är en tvåvingeart som beskrevs av Cook 1968. Rhegmoclema hardyi ingår i släktet Rhegmoclema och familjen dyngmyggor. Inga underarter finns listade i Catalogue of Life.